# Alberto Merkle
Alberto Merkle (Alemania, ca. 1880 - La Plata, 19 de enero de 1947) fue un destacado taxidermista alemán, nacionalizado argentino que trabajó en el Museo de La Plata durante la primera mitad del siglo xx, introduciendo nuevas técnicas de taxidermia en la Argentina.

## Biografía

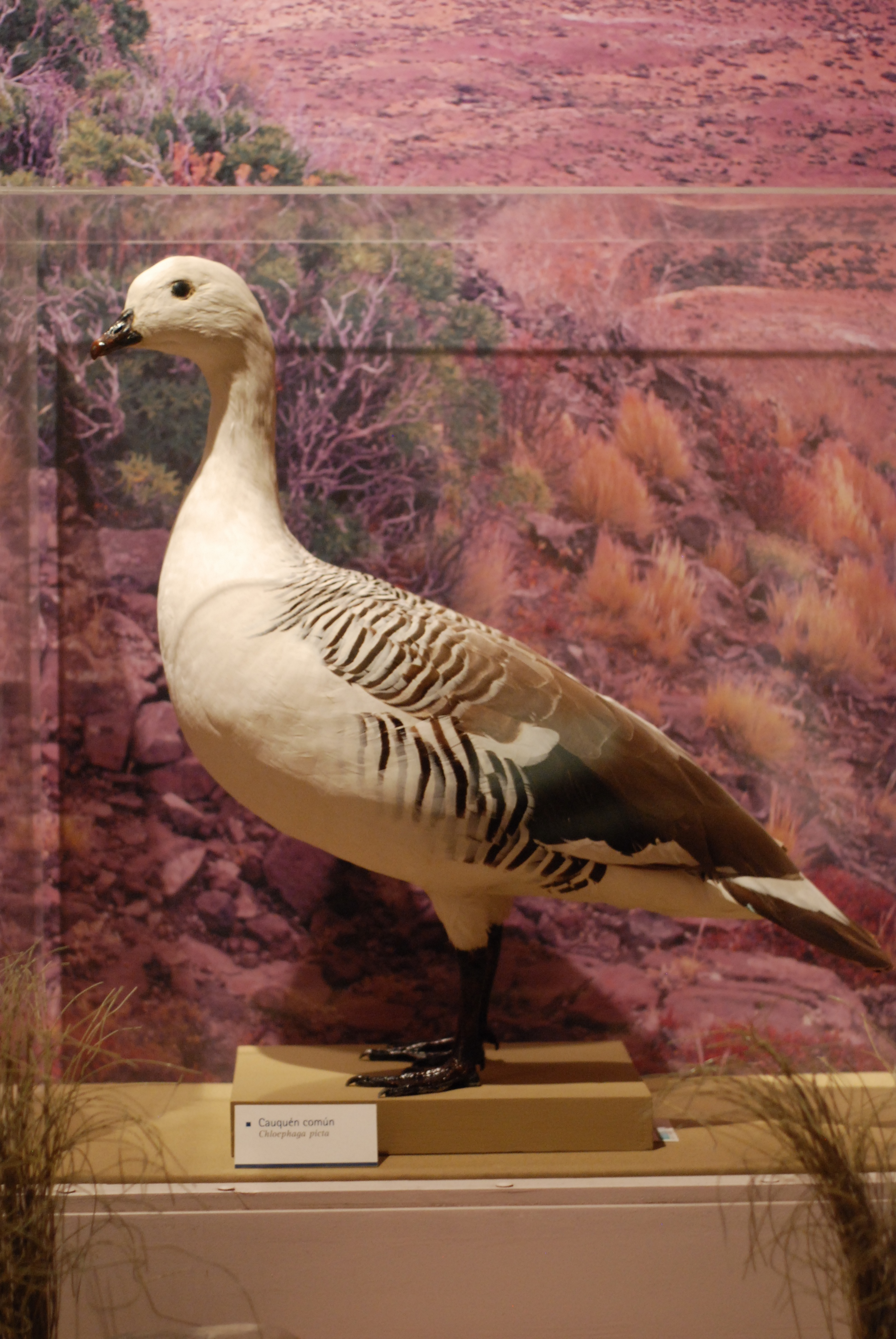
Ejemplo de ave preparada por los taxidermistas del Museo de La Plata.

Alberto Merkle comenzó a trabajar en el Museo de La Plata en el año 1915. Tenía antecedentes como cazador y taxidermista, especializado en el montaje de mamíferos. En el año 1921 director del Departamento de Taxidermia. Formó parte de la época de oro de la taxidermia en la Argentina, y especialmente en el Museo de La Plata, junto con otros taxidermistas como los hermanos italianos Santiago y Antonio Pozzi y Giovanni Durione, todos ellos italianos y el propio Merkle. Durante esta época, se constituyeron la gran mayoría de las piezas que son expuestas en las salas del Museo.
Su especialidad era el trabajo con animales de gran tamaño y el empleo de la técnica dermoplástica. Esta técnica pretendía hacer que la preparaciones fueran lo más similares posibles al original, por medio del modelado de la musculatura y las posturas utilizando distintos materiales. El molde era fabricado con madera, hierro, alambre, viruta, yeso, arpillera, papel maché y lacas, para ser posteriormente recubierto con la piel del animal que se quería representar. Las pieles anteriormente debían de haber sido curtidas y tratadas con arsénico para protegerla. Esta técnica había comenzado a ser usada en Europa a fines del siglo xix, y de la cual fue su introductor en la Argentina. Hasta ese momento, en el país se usaba una técnica que consistía principalmente en el relleno con estopa de los cuerpos. Además, se interesó y fomentó la exposición de “grupos biológicos”, es decir, ubicar a los animales con sus crías o imitando las posturas naturales,  junto con elementos de su ambiente.
Participó de varias expediciones por la Argentina con el fin de obtener animales cazados para conservar sus cuerpos para los labores de taxidermia que se llevaban a cabo en el Museo. Buscó obtener muestras de fauna de cada región del país.  

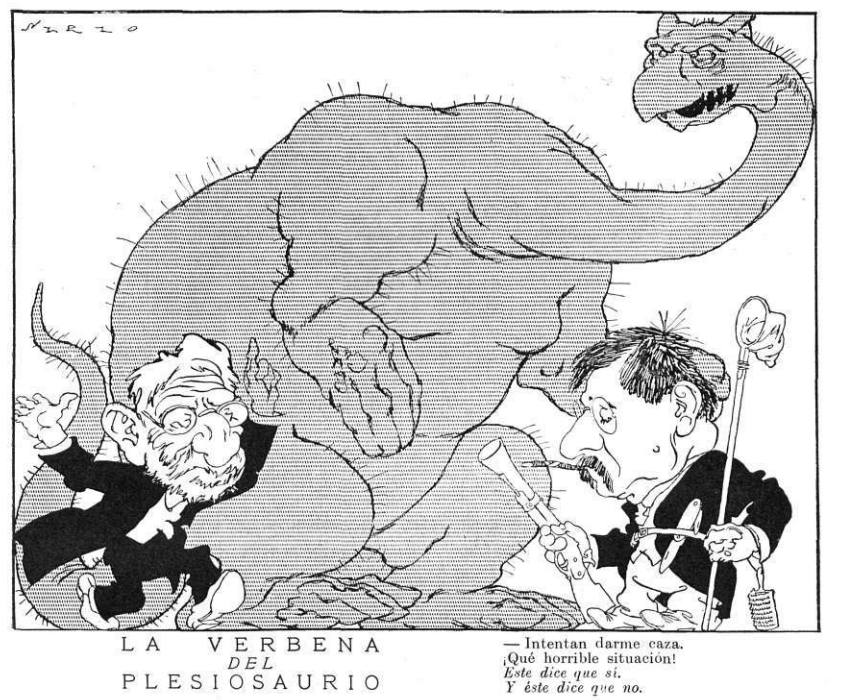
Caricatura de la búsqueda del plesiosaurio en el sur argentino (publicada en Caras y Caretas, 15 de abril de 1922).

Durante el año 1922 de la expedición encabezada por Clemente Onelli al noroeste de la provincia de Chubut en busca de un supuesto plesiosaurio que había sido avistado allí. Este viaje contó con una amplia repercusión de los medios gráficos de la época, recibiendo tanto elogios como críticas, dado que desde su propia formulación se sabía que no iban a dar con el citado animal. También es probable que haya sido testigo, junto con Robert Lehmann-Nitsche de los sucesos ocurridos en Napalpí, donde fueron asesinadas entre quinientas y mil personas pertenecientes a los pueblos Qom y Mocoví-Moqoit.
Se jubiló el 30 de abril de 1934, lo sucedió como director de taxidermia del Museo Ernesto Echavarría, quien había ingresado en 1921 con sólo 13 años como cadete. Merkle lo tomó como aprendiz, y lo impulsó a tomar clases de escultura y dibujo en la Escuela de Bellas Artes de La Plata.
Alberto Merke falleció el 19 de enero de 1947 en La Plata, a la edad de 67 años.